# دنیل گیگر
دنیل گیگر (انگلیسی: Daniel Giger؛ زادهٔ ۱ اکتبر ۱۹۴۹) ورزشکار شمشیربازی اهل سوئیس است.
وی در مسابقات کشوری و بین‌المللی در مجموع برندهٔ ۱ مدال نقره، ۱ مدال برنز شده‌است.